# Julie Timmerman
Pour les articles homonymes, voir Timmerman.
Œuvres principales
Words are watching you
La Sorcière
 Un démocrate
Bananas (and Kings)
Show must go on
Julie Timmerman est une actrice, dramaturge et metteur en scène française.

## Biographie
Julie Timmerman commence sa carrière de comédienne en 1990 avec le cinéaste Yves Robert dans Le Château de ma mère, Le Bal des casse-pieds puis au théâtre en 1996 dans C'est beau et elle est là de Nathalie Sarraute.
En 1999 Julie Timmerman entre au Théâtre du Campagnol dirigé par Jean-Claude Penchenat tout en suivant la formation de l’École de Chaillot, puis du Studio-théâtre d'Asnières puis à l’ERAC (École Régionale d’Acteurs de Cannes) en 2002, où elle travaille avec Catherine Marnas, Romeo Castellucci, Alain Françon, Georges Lavaudant et Ludovic Lagarde.
Elle est ensuite mise en scène par Alain Françon dans L'Hôtel du libre-échange, Claudia Morin dans Permettez, Madame !... et  Stanislas Grassian.
Elle fonde en 2008 la compagnie Idiomécanic Théâtre avec laquelle elle met en scène et adapte les pièces Un Jeu d’enfants de Martin Walser, Words are watching you d’après 1984 de George Orwell, La Sorcière de Jules Michelet et Rosmersholm d’Henrik Ibsen.
En 2016, Julie Timmerman devient auteur avec la pièce Un démocrate sur Edward Bernays, neveu de Freud et pionnier des techniques de marketing et de manipulation de masse. Elle reçoit le prix Coups de Cœur du Club de la Presse off 2017.
En 2020, elle signe sa deuxième pièce Bananas (and Kings) sur le renversement en 1954 du président élu guatémaltèque Árbenz, à la suite de la propagande et de l'intervention américaine réclamée par l'industrie agro-alimentaire locale.
Julie Timmerman est artiste associée à la Scène de recherche pour les saisons 2023-2024 et 2024-2025.

## Théâtre

### Comédienne
- 1996 : C'est beau et elle est là de Nathalie Sarraute, mise en scène François Timmerman
- 1999 : La Discorde d’Olivier Dutaillis, mise en scène Jean-Claude Penchenat, Fontenay-aux-Roses
- 1999 : Nocturne pour un poète de René Fix, mise en scène Claudia Morin, Abbaye de Port-Royal de Paris
- 2000 : Vivarium de Pascal Lainé, mise en scène Jean-François Prevand, Festival de Sarlat, lecture
- 2001 : La Profession de Madame Warren d'après George Bernard Shaw mise en scène Claudia Morin, Théâtre 14 Jean-Marie Serreau
- 2002 : Le Chien du jardinier de Lope de Vega, mise en scène Jean-Marc Hoolebcq, Studio-théâtre d'Asnières
- 2004 : Gabriel d'après George Sand, mise en scène et adaptation Marion Mirbeau, Mimizan
- 2005 : Cantique des cantiques d'Olivier Cadiot, mise en scène Ludovic Lagarde, Festival d'Avignon, lecture
- 2006 : Les Enfances du Cid de Guillén de Castro, mise en scène Jean-Louis Benoît, Almagro (Espagne)
- 2007 : L'Hôtel du libre-échange de Georges Feydeau et  Maurice Desvallières, mise en scène Alain Françon, Théâtre national de la Colline
- 2007 : Victor ou les enfants du pouvoir de Roger Vitrac, mise en scène Gilles Bouillon, Centre dramatique régional de Tours - théâtre Olympia
- 2007 : Les Instituteurs immoraux de Sade, mise en scène Dominique Touze, Clermont-Ferrand
- 2007 :Permettez, Madame !... d'Eugène Labiche, mise en scène Claudia Morin, Luberon
- 2007 : Le Dragon d'Alleuze de Dominique Touze, Clermont-Ferrand
- 2008 : Alias le bonheur de Ludovic Longelin, mise en scène Stanislas Grassian, Théâtre de l'Épée de Bois
- 2009-2012 : Words are watching you de et mise en scène Julie Timmerman d'après 1984 de George Orwell, Théâtre de l'Épée de Bois
- 2009 : Le Songe de l'oncle d'après Fiodor Dostoïevski, mise en scène Stanislas Grassian, Théâtre de l'Épée de Bois
- 2009 : L'Ours de Tchekhov, mise en scène Claudia Morin, Lubéron

- 2014 : Rosmersholm de Henrik Ibsen, mise en scène Julie Timmerman, tournée
- 2015-2017 : La Sorcière de et mise en scène Julie Timmerman d'après Jules Michelet, Festival Off d'Avignon, tournée
- 2016-2020 : Un démocrate de et mise en scène Julie Timmerman, Festival Off d'Avignon, tournée
- 2020 : Bananas (and Kings) de et mise en scène Julie Timmerman, Théâtre de la Reine blanche, tournée
- 2022 : Elle rêvait d'une ferme en Afrique de René Fix, librement adapté de Out of Africa de Karen Blixen, mise en scène Claudia Morin, Théâtre Essaïon

### Auteur-Adaptateur et mise en scène
- 2009-2012 : Words are watching you d'après 1984 de George Orwell, Théâtre de l'Épée de Bois
- 2015-2017 : La Sorcière d'après Jules Michelet, Festival Off d'Avignon, tournée
- 2016-2020 :  Un démocrate, Festival Off d'Avignon, tournée
- 2020 : Bananas (and Kings), Théâtre de la Reine blanche, tournée
- 2024 : Zoé, Théâtre de Belleville, tournée[9]

### Mise en scène
- 2008 : Un jeu d'enfants de Martin Walser, Théâtre de l'Épée de Bois
- 2018 : Le Mariage du Diable ou l'Ivrogne corrigé de Gluck, Festival Off d'Avignon[10]

## Filmographie
- 1990 : Le Château de ma mère de Yves Robert
- 1992 : Le Bal des casse-pieds de Yves Robert
- 2004 : Touristes ? Oh yes ! de Jean-Pierre Mocky

## Distinction
- Prix Coups de Cœur du Club de la Presse off 2017 pour Un démocrate

## Publication
- Julie Timmerman, Un démocrate : Edward Bernays, petit prince de la propagande (dossier et illustrations), C&F éditions / Caen Master édition, 2020, 240 p. (ISBN 978-2-37662-000-6, présentation en ligne)